# Servicio Profesional Docente
Está basado en la Ley General del Servicio Profesional Docente que fue publicada el 11 de septiembre de 2013 en el DOF , ahí se establecen los criterios, los términos y condiciones para el Ingreso, la Promoción, el Reconocimiento y la Permanencia en el Servicio.
La ley tiene por objeto, regular el Servicio Profesional Docente en la Educación Básica y Media Superior, establecer sus perfiles, parámetros e indicadores, regular sus derechos, asegurar la transparencia y rendición de cuentas.
Estarán sujetos los docentes, el personal con funciones de dirección y supervisión en la Federación, los estados, el Distrito Federal y municipios, así como los asesores técnico pedagógicos, en la Educación Básica y Media Superior que imparta el Estado Mexicano.
Las autoridades deberán promover, respetar, proteger y garantizar el derecho de los niños y los educandos a recibir una educación de calidad, como esté indicado en la Constitución Política de los Estados Unidos Mexicanos.
Y corresponderá al Instituto Nacional para la Evaluación de la Educación IEE definir los procesos de evaluación del Servicio Profesional Docente, para la Educación Básica y Media Superior, en coordinación con las Autoridades Educativas competentes, expedir los lineamientos a los que se sujetarán las Autoridades Educativas, y los Organismos Descentralizados que imparten educación media superior, para llevar a cabo las funciones de evaluación que les corresponden para el Ingreso, la Promoción, el Reconocimiento y la Permanencia en el Servicio Profesional Docente en la educación obligatoria.
En la Ley General del Servicio Profesional Docente se indica que, las funciones docentes de dirección de una Escuela o de supervisión de la Educación Básica y la Educación Media Superior, impartida por el Estado Mexicano y sus Organismos Descentralizados deberán orientarse a brindar educación de calidad y al cumplimiento de sus fines. Menciona también que quienes desempeñen dichas tareas deben reunir las cualidades personales y competencias profesionales para que dentro de los distintos contextos sociales y culturales se promueva el máximo logro de aprendizaje de los educandos.